# 單鬚刺巨口魚
單鬚刺巨口魚（学名：Echiostoma barbatum）为輻鰭魚綱巨口鱼目巨口鱼科的其中一種。分布於全球三大洋海域，為深海魚類，棲息深度30-4200公尺，體長可達36.8公分。

## 外部連結
- 單鬚刺巨口魚的圖片[永久]